# Люсе, Илонда
Илонда Люсе (латыш. Ilonda Lūse; род. 11 июля 1972 года, Рига, Латвия) — латвийская конькобежка. Участница зимних Олимпийских игр 1994,  1998 и  2002 годов, 63-кратная рекордсменка Латвии. Была первой латвийской фигуристкой, выступавшей на международном уровне с момента обретения Латвией независимости в 1991 году.

## Биография
Илонда Люсе начала кататься на коньках в возрасте 2-х лет, а в 6 лет стала тренироваться в конькобежном спорте под руководством тренера Ласмы Каунисте, хотя её мама убеждала заниматься фигурным катанием. Позже она начала участвовать в соревнованиях и выигрывать кучу красных дипломов. Она поступила в Рижский технический университет и приостановила тренировки. После просмотра зимней олимпиады 1992 года Илонда решила вернуться и снова начала серьёзно тренироваться у российского тренера Николая Гудина. Основательную физическую основу ей заложил тренер по лёгкой атлетике Улдис Курземниекс.
В 1992 году она участвовала на чемпионате Северной Европы среди юниоров, а в 1993 году дебютировала на Кубке мира. Ещё через год на дебютном чемпионате Европы в Хамаре стала 22-й в многоборье, а следом дебютировала на зимних Олимпийских играх в Лиллехаммере, где заняла 26-е место в беге на 3000 м. В 1995 году на чемпионате Европы в Херенвене поднялась на 20-е место, а на своём первом чемпионате мира по классическому многоборью заняла 25-е место.
На чемпионате Европы 1996 и  1997 годов была 24-й в многоборье, а на чемпионате мира в классическом многоборье в 1996 и  в 1997 годах была 26-й и 30-й соответственно. В начале 1998 года Илонда участвовала на спринтерском чемпионате мира, где заняла 32-е место и в феврале на зимних Олимпийских играх в Нагано заняла лучшее 28-е место в беге на 3000 м, в забеге на 1500 м заняла 32-е место и на 1000 м стала только 38-й.
Следующие 2 года Илонда участвовала на чемпионатах Европы, но выше 21-го места не поднималась. В 2001 году на чемпионате мира на отдельных дистанциях в беге на 5000 м была дисквалифицирована. В 2002 году на чемпионате Европы в Эрфурте она заняла 22-е место, а на своих третьих зимних Олимпийских играх в Солт-Лейк-Сити в забеге на 3000 м заняла 30-е место и в беге на 1500 м заняла 35-е место. В том же году официально завершила карьеру.

## Административная деятельность
Илонда Люсе окончила в 1995 году Рижский технический университет на факультете химических технологий, LSPA и получила степень магистра менеджмента в RSEBAA в 2007 году. После завершения спортивной карьеры с 2005 по 2007 год была генеральным секретарем Латвийского легкоатлетического союза, с 2008 по 2015 год работала в ИТ-области в ООО” Exigen Services”, а с 2015 года и по 2021 была тренером по развитию персонала. В настоящее время является директором на железной дороге по персоналу в ООО "L-Ekspresis" (ремонт вагонов и международные пассажирские перевозки). Илона увлекается вязанием, занимается танцами, альпинизмом, читает литературу.

## Внешние ссылки
- - Профиль на сайте международного союза конькобежцев isu
- - Результаты на the-sports.org
- - профиль на сайте Олимпийского комитета Латвии